# Tjudö träsk
Tjudö träsk är en sjö i byarna Vestanträsk och Tjudö i Finström på Åland. Sjöns area är 82,4 hektar och strandlinjen är 8,81 kilometer lång. Sjön  ingår i Skärgårdshavets kustområde, Åland. 
År 2017 planterades drygt trehhundra gräskarpar ut i sjön för att motsätta igenväxning och för att förbättra vattenkvaliteten. Sjön är viktig för traktens många äppelodlingar som hämtar sitt vatten här.
I sjöns södra del finns en badstrand.